# José Luis Martín Zabala
José Luis Martín Zabala   (Barcelona, 1953) que signa habitualment com J. L. Martín, és un dibuixant i director editorial català. Les seves obres més reconegudes són ¡Dios mío! i Quico, el progre.
José Luis Martín va debutar al setmanari satíric El Papus el 1976. Des d'aleshores ha publicat a Mata Ratos, Por Favor, Titánic, Interviú, Diario 16 i La Vanguardia. El 1977 va ser cofundador del setmanari El Jueves, i editor d'aquesta durant més de trenta anys. Des dels inicis del setmanari ha realitzat «El Dios», serie per la qual ha hagut d'anar a judici múltiples vegades per ultratge a la religió catòlica.
El 1980 va crear Quico el Progre per a El Periódico de Catalunya. Aquesta sèrie va ser adaptada a televisió, en una coproducció de TV3 i MADTV, de l'any 1992 al 1995. El personatge principal era encarnat per l'actor Ferran Rañé. També ha realitzat produccions de teatre i televisió. L'any 1997 va impulsar la creació de la Fundació Gin, en memòria del dibuixant Jordi Ginés, que vol promoure i difondre l'humor gràfic nacional i internacional mitjançant l'edició de llibres, l'organització d'exposicions i crear Humoristan, un museu digital sobre l'humor gràfic.
L'any 2017 va donar el seu fons a la Biblioteca de Catalunya, compost de dibuixos per a portades de premsa, acudits i tires còmiques de diferents sèries, entre les quals destaca Quico el Progre, publicada a El Periódico de Catalunya entre els anys 1980 i 1989.
El mes de juny de 2023 va presentar les seves memòries: Desmemorias de una revista satírica. El juliol de 2023 es va estrenar al Sense Ficció de TV3 el documental El Jueves: 46 anys tocant els nassos en el qual hi va participar.

## Obra
¡Dios Mío!
- Dios Mío (Pendones del Humor 2);
- Oh, Cielos! (Pendones del Humor 6);
- Jesusito de mi Vida (Pendones del Humor 13);
- ¡Señor, Señor! (Pendones del Humor 19);
- El Altísimo (Pendones del Humor 24);
- Padre Vuestro (Pendones del Humor 34);
- Creador del Cielo y de la Tierra (Pendones del Humor 46);
- La Biblia Contada a los Pasotas (Pendones del Humor 49);
- El Todopoderoso (Pendones del Humor 58);
- ¿Gloria en las Alturas? (Pendones del Humor 74);
- Fuego Eterno (Pendones del Humor 88);
- No es Bueno que Dios esté Solo (Pendones del Humor 108);
- El Fin del Mundo (Pendones del Humor 120);
- Jesusito Supersuperstar (Pendones del Humor 132);
- Dios Mío (Nuevos Pendones del Humor 44);
- Dios Mío: Guerra de Civilizaciones (Nuevos Pendones del Humor 53);

Quico, el Progre
- 1980 Ya estás un poco carroza, Quico (Planeta: Fábula, núm. 80);
- 1982 Te estás quedando calvo, Quico (Planeta: Fábula, num. 109);
- 1983 Has engordado, Quico (Planeta: Fábula, núm. 133);1
- 1984 No estás en forma, Quico (Planeta: Fábula, núm. 151);
- 1985 Quico, el Progre (El Jueves: El humor no ciega tus ojos);
- 1988 Quico es así (B: Quico, el Progre, núm. 1);
- 1988 No eres moderno, Quico (B: Quico, el Progre, núm. 2);
- 1989 No fumes, Quico (B: Quico, el Progre, núm. 3);
- 1989 Quico quiere ser feliz (B: Quico, el Progre, núm. 4);
- 1990 ¡Cómo pasa el tiempo, Quico! (B: Quico, el Progre, núm. 5);
- 1990 ¡Cómo pasa el tiempo, Quico (B: Quico, el Progre, núm. 6).

Quico Jubilata
- 2019 Quico Jubilata (Sapristi); ISBN 9788494894732.